# Alpes de Venoste
Os Alpes de Venoste (em alemão:  Ötztaler Alpen) é um maciço montanhoso que se encontra nas regiões d Tirol da Áustria, e na  Província autónoma de Bolzano da Itália. O cume é o  Wildspitze com 3.772 m que também é o ponto mais alto dos Alpes Réticos orientais a que pertence.
O nome em alemão provém do Vale de Ötztal, um vale lateral do rio Inn que vai desaguar no rio Danúbio.

## Localização
Os Alpes de Venoste têm da mesma secção alpina, a Sudeste os Alpes de Stubai, e a Sudeste os  Alpes de Sarentino.
De outras secções tem a Norte os Alpes de Lechtal assim como os Montes de Mieming e de Wetterstein dos Alpes calcários do Tirol. a Sul com os Alpes de Ortles dos Alpes Réticos meridionais, e a  Oeste os Alpes do Val Mustair dos Alpes Réticos ocidentais. Também a Oeste e separados pelo rio Inn encontram-se os Alpes de Silvretta, de Samnaun e de Verwall.

## SOIUSA
A Subdivisão Orográfica Internacional Unificada do Sistema Alpino (SOIUSA) dividiu os Alpes em duas grandes Partes: Alpes Ocidentais e Alpes Orientais, separados pela linha formada pelo  Rio Reno - Passo de Spluga - Lago de Como - Lago de Lecco.
Os Alpes de Venoste, os Alpes de Stubai, e os Alpes de Sarentino formam os Alpes Réticos orientais

### Classificação  SOIUSA
Segundo a SOIUSA este acidente geográfico é uma Sub-secção alpina com as seguintes características:
- Parte = Alpes Orientais
- Grande sector alpino = Alpes Orientais-Centro
- Secção alpina = Alpes Réticos orientais
- Sub-secção alpina =  Alpes de Venoste
- Código = II/A-16.I

## Imagens

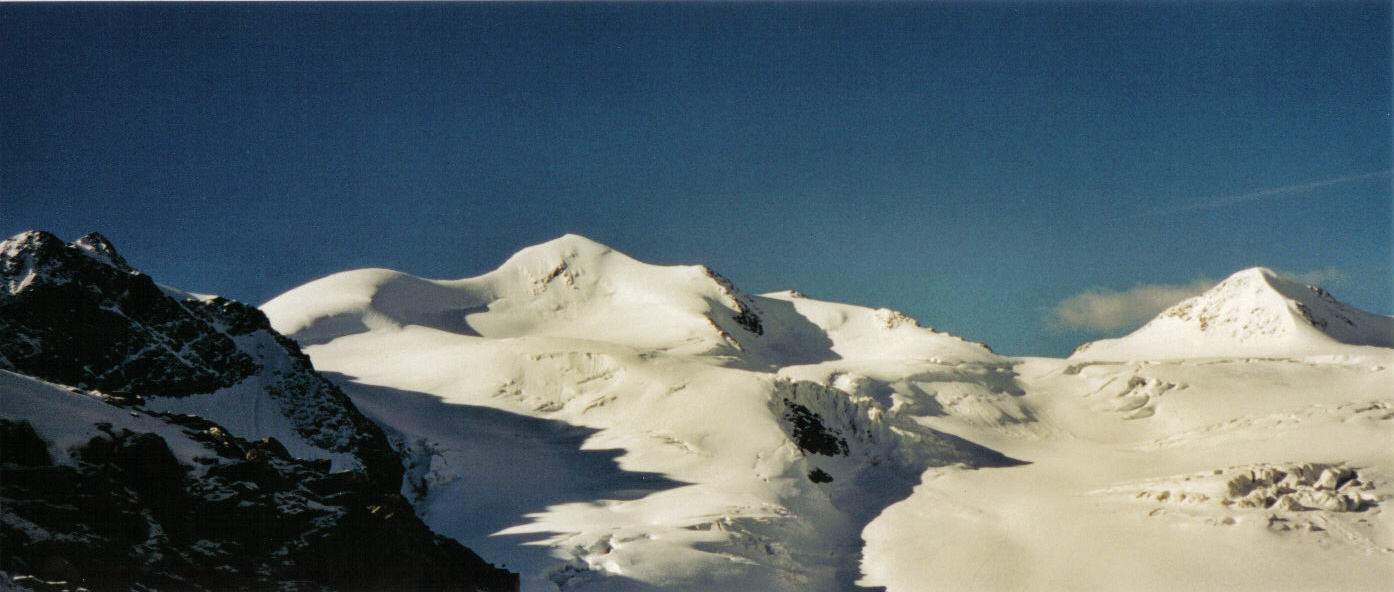
O Wildspitze